# Kamtjärnen (Jörns socken, Västerbotten)
Kamtjärnen är en sjö i Skellefteå kommun i Västerbotten och ingår i Kågeälvens huvudavrinningsområde.